# Faith Yang
Faith Yang (chinois : 楊乃文, née le 2 mars 1974) est une musicienne taïwanaise. Elle a grandi à Sydney en Australie et elle a étudié la biologie et la génétique à l' Université de Sydney . En 2000, Faith a remporté les Taiwan Golden Music Awards du meilleur interprète féminin en nomination pour le meilleur album "(Silence)"

## Biographie
Après avoir obtenu son diplôme de l'université de Sydney, Yang est revenue à Taiwan pour entamer une carrière dans la musique pop rock. Elle a rapidement été admise en tournée avec son groupe  "Monster" sur le campus et dans les pubs de la ville. En 1996, elle a signé avec "Magicstone Records", et ses deux premiers albums furent très influencés par le style pop rock australien, avec une nuance gothique. Cela se ressent dans les morceaux "Silence", "Fear" et "Monster". Les trois albums ont été des succès à Taiwan, ainsi en 2000 Faith a remporté les Taiwan Golden Music Awards de la meilleure interprète féminine et a été nommée pour son album "(Silence)".
Le contrat avec Magicstone Records ne fut pas renouvelé par l'artiste en 2004, celle-ci affirmant que l'étiquette était devenue trop commerciale pour le genre musical qu'elle abordait. En 2004, elle a signé un contrat avec le sous-label Sony Silver Fish Records. Son premier album avec ce label, "Continuation" (chinois : 爵) est sorti en décembre 2007 sous le label "Self-Selected" et plus tard, sortait un album de reprises en anglais (avril 2009).
Faith est également top modèle dans la mode et elle est l'égérie de produits cosmétiques de la marque Neutrogena et ceux de la marque Radoa. Elle est également très sollicitée pour tourner des clips publicitaires dans Taiwan. Elle a également envisagé un certain nombre de rôles intérimaires.
En 2000, Faith a joué un rôle de premier plan dans le film en 20 parties "175 Degrés de daltonisme" (chinois : 175色盲色盲).

## Discographie
| Date de réalisation | Label                    | Titre                           |
| ------------------- | ------------------------ | ------------------------------- |
| 1997                | Magicstone               | One                             |
| 1999                | Magicstone               | Silence                         |
| 2001                | Magicstone               | Ought To                        |
| 2004                | Rock Records             | First Selection (Best-of Album) |
| 2007                | AsiaMuse Entertainment   | Continuation                    |
| 2009                | Sony Music Entertainment | Self-Selected (Cover Album)     |
| 2013                | AsiaMuse Entertainment   | Zero                            |
| 2016                | AsiaMuse Entertainment   | Centrifugal Force               |

## "Je suis un chanteur"
En 2019, Faith Yang a participé au premier tour de la sixième saison de Singer (émission de télévision) : "Je suis un chanteur" organisé par Hunan Satellite TV .

### Saison 7 (2019)
La saison a débuté le 11 janvier 2019 et s'est achevée le 12 avril 2019. 
| Nationalité | Artiste              | Occupation                                                                         | Arrivée    | Départ     | Statut     |
| ----------- | -------------------- | ---------------------------------------------------------------------------------- | ---------- | ---------- | ---------- |
| Chine       | Liu Huan             | Chanteur anciennement dans The Voice of China et interprète de l'hymne des JO 2008 | Semaine 1  | Semaine 13 | Vainqueur  |
| Taïwan      | Wu Tsing-Fong        | Vocaliste                                                                          | Semaine 1  | Semaine 13 | Deuxième   |
| Chine       | Super-vocal finalist | Boys band                                                                          | Semaine 5  | Semaine 13 | Troisième  |
| Chine       | Yang Kun             | Chanteur anciennement dans The Voice of China et interprète de l'hymne des JO 2008 | Semaine 1  | Semaine 13 | Quatrième  |
| Taïwan      | Chyi Yu              | Chanteuse                                                                          | Semaine 1  | Semaine 12 | Cinquième  |
| Russie      | Polina Gagarina      | Chanteuse arrivé 2e au concours de l'Eurovision 2015 et ancienne coach de Golos    | Semaine 4  | Semaine 12 | sixième    |
| Chine       | Gong Linna           | Chanteuse                                                                          | Semaine 10 | Semaine 12 | septième   |
| Chine       | Chen Chusheng        | Chanteur ayant remporté Super Boy 2007                                             | Semaine 11 | Semaine 12 | Éliminé    |
| Hong Kong   | Angela Hui           | Chanteuse                                                                          | Semaine 8  | Semaine 9  | Éliminée   |
| Taïwan      | Bii                  | Chanteur, compositeur et acteur                                                    | Semaine 8  | Semaine 8  | Non choisi |
| Taïwan      | Faith Yang           | Musicienne                                                                         | Semaine 7  | Semaine 7  | Éliminée   |
| Bulgarie    | Kristian Kostov      | Chanteur arrivé 2e au concours de l'Eurovision 2017                                | Semaine 1  | Semaine 6  | Éliminé    |
| Chine       | ANU                  | Groupe                                                                             | Semaine 2  | Semaine 5  | Éliminés   |
| Chine       | Jefferson Qian       | Chanteur                                                                           | Semaine 5  | Semaine 5  | Non choisi |
| Chine       | Zhang Xin            | Chanteur                                                                           | Semaine 1  | Semaine 3  | Éliminée   |
| Chine       | Liu Yuning           | Chanteur membre des Modern Brothers et acteur                                      | Semaine 2  | Semaine 2  | Non choisi |
| Chine       | Escape Plan          | Chanteur de rock                                                                   | Semaine 1  | Semaine 2  | Éliminés   |